# Etmopterus litvinovi
Etmopterus litvinovi är en hajart som beskrevs av Nikolai V. Parin och Kotlyar 1990. Etmopterus litvinovi ingår i släktet Etmopterus och familjen lanternhajar. IUCN kategoriserar arten globalt som otillräckligt studerad. Inga underarter finns listade i Catalogue of Life.